# Język papuma
Język papuma – język austronezyjski używany w prowincji Papua w Indonezji. Według danych szacunkowych z 1982 r. (SIL International) posługiwało się nim wówczas 600 osób.
Jego użytkownicy zamieszkują wieś Papuma na południowym wybrzeżu wyspy Yapen (dystrykt Yapen Barat, kabupaten Kepulauan Yapen).
J.C. Anceaux (1961) odnotował, że w miejscowości Papuma są obecni również użytkownicy języka ansus. Na poziomie słownictwa języki papuma i ansus są sobie stosunkowo bliskie (analiza materiału leksykalnego wykazała podobieństwo na poziomie 82%). W publikacji Peta Bahasa zostały ujęte jako dialekty jednego języka ansus-papuma. Niemniej D.S. Price i M. Donohue (2009) stwierdzają, że są to wyraźnie odrębne języki.
Papuma uchodzi za zagrożony wymarciem. Odnotowano, że jest wypierany przez język ansus.